# گوش سبز دریا
گوش سبز دریا (نام علمی: Haliotis fulgens) نام یک گونه از سرده گوش دریا است.